# Rețea mesh Wi-Fi

Proprietățile de autoreconfigurare a nodurilor mesh

Reprezentarea unei rețele mesh

Topologia mesh

O rețea fără fir (radio) de tip mesh (traducerea expresiei engleze Wireless Mesh Network) reprezintă o rețea destinată transportării datelor, instrucțiunilor și vocii (informație sonoră) prin nodurile de rețea.
Acest tip de rețea oferă conexiuni continue și dispune de algoritmi de autoreconfigurare în caz de noduri blocate sau neoperaționale. Scopul principal al acestor algoritmi este de a găsi cea mai bună rută pentru a ocoli nodurile neoperaționale și de a transmite până la destinație pachetele de date, în ciuda dificultăților.
Într-o rețea mesh, dacă toate nodurile sunt interconectate atunci rețeaua se numește „complet conectată” (engleză: fully connected). Rețelele mesh diferă de celelalte rețele prin faptul că toate părțile componente pot să facă legătură între ele prin „sărituri” (hop-uri), acestea în general nefiind mobile. Rețelele mesh pot fi văzute ca rețele de tip ad-hoc. Rețelele mobile ad-hoc (engleză: Mobile Ad-hoc networks, prescurtat MANET) și rețelele mesh sunt strîns înrudite, dar rețelele MANET trebuie în plus să se ocupe de problemele introduse de mobilitatea nodurilor. Rețelele mesh au proprietatea de autovindecare: rețeaua poate fi în stare funcțională chiar dacă un nod se defectează sau dacă sunt probleme cu conexiunea. Acest concept se aplică la rețelele fără fir, la rețelele prin cablu și la softul de interacțiune. Rețelele mesh fără fir prezintă cea mai frecventă topologie folosită în zilele de azi. Aceste rețele au fost dezvoltate inițial pentru aplicații militare, dar au fost cunoscut o evoluție semnificativă în ultimii ani. Progresul echipamentului de transmisuni de date a permis rețelelor mesh să ofere un larg spectru de servicii cum ar fi client-access, servicii backhaul ș.a. Nodurile mesh au devenit mai performante, unele modele pot suporta mai multe cartele radio, fiecare operând la diferite frecvențe.

## Exemple
La începutul anului 2007 compania americană MERAKI a lansat un mini mesh router fără fir. Aceasta este un exemplu de rețea mesh fără fir (care suportă viteze de pînă la 50 Mbit/s). Dispozivul Meraki Mini a fost optimizat pentru rețelele fără fir avînd o acoperire de 250 metri. Acesta este un exemplu de rețea mesh cu un singur nod care este utilizat de către o cumunitate în comparație cu rețelele mesh multifuncționale care oferă o infrastructură mai mare. Cele mai mari firme care oferă noduri de rețea mesh avansate sunt SILVUS TECHNOLOGIES, BELAIR, STRIX SYSTEMS ȘI MESH DYNAMICS. 
Un proiect al Mit Media Lab a produs laptopul XO-1 care este destinat pentru instituții de invățămînt dezavantajate din țările în curs de dezvoltare care utilizează tehnologia mesh (bazată pe standardul IEEE 802.11) pentru a crea o infrastructură robustă și necostisitoare. Conexiunile instantanee făcute de laptop sunt la nevoie vindecate automat pentru a reduce necesitatea de infrastructură externă, cum ar fi Internetul, pentru a ajunge la toate zonele, pentru că un nod conectat ar putea partaja conexiunea cu alte noduri din apropiere. Un concept similar a fost implementat de către GreenPacket cu aplicația sa Sunbuddy.
În Cambridge, Marea Britanie, la 3 iunie 2006 la evenimentul „Strawbery Fair” a fost utilizată rețeaua mesh pentru a rula servicii de televiziune mobilă, internet și radio pentru aproximativ 80.000 de persoane.
Campania urbană de rețele fară fir (CUWiN) dezvoltă un proiect de producere a softului de tip open source pentru rețele mesh.
SMesh este o rețea mesh (engleză: multi hop) fără fir care utilizează standardul IEEE 802.11 dezvoltată de către Distributed System and Networks Lab la Universitatea Johns Hopkins (Baltimore, Maryland, SUA). O schemă handoff permite clienților de a utiliza serviciile unei rețele mesh fără întreruperi datorită algoritmului ROAM-a (engleză: REAL-TIME OPTIMALLY ADAPTING MESH), o facilitate adecvată pentru aplicații care rulează în timp real, cum ar fi VoIP. 
Multe rețele mesh operează pe mai multe benzi radio (engleză: radio bands). De exemplu rețelele mesh de tip Fire Tide și Wave Relay au posibilitatea de a comunica între noduri pe frecvența 5,2 GHz sau 5,8 GHz, dar comunicarea de la nod la client se efectuează la frecvența 2,4 GHz (802.11). Acest lucru este realizat de către Software Defined Radio (SDR). 
Proiectul SolarMesh a examinat posibilitatea de alimentare energetică a rețelelor mesh (802.11) cu energie solară și baterii reîncărcabile. Puncte de access (802.11) au fost găsite inadecvate din cauza cerințelor de alimentare continuă. IEEE (engleză: Institute of Electrical and Electronical Engeneers sau IEEE) a depus foarte mari eforturi pentru standardizarea rețelelor 802.11 cu scopul de a reduce consumul de energie electrică, dar rularea aplicațiilor care se alimentează cu radiația solară va putea implica numai un nod de rețea unde opțiunea de economisirea a energiei electrice asupra amplificatorului de semnale nu va avea loc (engleză: relay-link).

## Tehnologii Mesh standardizate sau proprietare

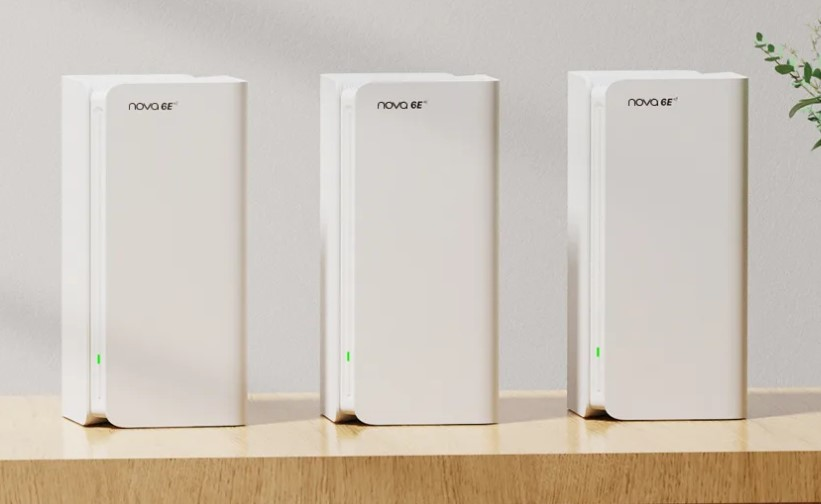
Un sistem Wi-Fi cu interconectare Mesh compus din 3 unități, de la Tenda.

Multe sisteme mesh au o bandă radio dedicată pentru a comunica între noduri. Această bandă dedicată este folosită exclusiv pentru traficul de backhaul, adică pentru transferul de date între nodurile rețelei mesh, eliberând astfel benzile standard de 2,4 GHz, 5 Ghz și 6 GHz pentru ca dispozitivele conectate să le poată utiliza fără interferențe. 
Standardele IEEE 802.11k, 802.11v, 802.11r, 802.11s și 802.11ai sunt folosite la sistemele cu interconectare de tip mesh, dar și pentru grupuri de AP-uri, fie toate protocoalele, fie doar o parte:
1. 802.11k (Radio Resource Measurement):
  - 802.11k este un standard care permite dispozitivelor să colecteze informații despre resursele radio disponibile în rețea.
  - Acest lucru ajută dispozitivele să ia decizii mai bune privind roamingul, precum selectarea celui mai bun punct de acces (AP) disponibil.
  - Îmbunătățește eficiența roamingului și reduce întârzierile în timpul schimbării de AP-uri.
2. 802.11r (Fast Transition Roaming):
  - 802.11r este o extensie a standardului 802.11 care facilitează roamingul rapid între punctele de acces.
  - În loc să aibă loc o autentificare completă la fiecare AP nou, 802.11r permite calcularea cheilor de securitate în avans.
  - Reduce timpul de transfer între AP-uri, ceea ce este util pentru aplicații sensibile la întârziere, cum ar fi vocea și video pe Wi-Fi.
3. 802.11v (BSS Transition Management):
  - 802.11v oferă informații suplimentare despre rețea dispozitivelor client.
  - Aceste informații includ detalii despre capacitatea AP-urilor, încărcarea rețelei și alte caracteristici relevante.
  - Ajută dispozitivele să ia decizii mai bune privind roamingul și să optimizeze performanța rețelei.[2]
4. 802.11s și 802.11ai:
  - Alte protocoale relevante pentru rețelele mesh includ IEEE 802.11s, care definește modul specific de operare mesh pentru rețelele Wi-Fi, și IEEE 802.11ai, care optimizează procesul de autentificare și asociere a dispozitivelor în rețelele dense.

Pentru interconectarea mesh între dispozitive de la aceeași marcă, unele companii pot dezvolta protocoale proprietare pentru a îmbunătăți interoperabilitatea și performanța rețelei. Aceste protocoale pot oferi funcționalități suplimentare sau optimizări care nu sunt disponibile în standardele Wi-Fi convenționale. De exemplu:
- Cisco Adaptive Wireless Path Protocol (AWPP): Acest protocol este dezvoltat de Cisco și este utilizat în echipamentele lor pentru rețelele mesh. AWPP optimizează rutarea traficului și gestionarea rețelei în medii complexe sau în cazul în care există interferențe.
- Aruba AirMesh: Aruba Networks oferă propriul lor protocol pentru rețelele mesh, numit AirMesh. Acesta este proiectat pentru a asigura scalabilitate, performanță și securitate în rețelele wireless mesh implementate cu echipamente Aruba.
- Ruckus SmartMesh: Ruckus Wireless, parte a CommScope, utilizează propriul protocol SmartMesh pentru a interconecta și optimiza echipamentele lor în rețele mesh. Acest protocol oferă o gestionare inteligentă a traficului și o adaptare dinamică la schimbările în mediu.
- Linksys Intelligent Mesh: Este o tehnologie proprietară dezvoltată de Linksys pentru a facilita interconectarea mesh între dispozitivele lor Velop Mesh. Această tehnologie utilizează algoritmi avansați pentru a optimiza routarea traficului și a asigura o acoperire Wi-Fi uniformă în întreaga locuință.
- Netgear FastLane3 (Orbi Tri-Band Mesh Technology): Netgear utilizează o tehnologie proprie numită FastLane3 pentru interconectarea mesh între propriile echipamente Orbi. FastLane3 este un protocol proprietar care optimizează performanța și stabilitatea sistemelor mesh Orbi.
- Tenda Wi-Fi+: Este o tehnologie proprietară dezvoltată de Shenzhen Tenda Technology Co. Ltd, o companie specializată în dezvoltarea și producția de echipamente pentru rețelele informatice. Scopul acestei tehnologii este de a facilita interconectarea și gestionarea rețelelor mesh, cu accent pe îmbunătățirea experienței utilizatorilor. Prin simplificarea procesului de configurare și management al rețelelor mesh, Tenda Wi-Fi+ asigură în același timp o performanță ridicată și o acoperire optimă a spațiilor.